# Patriots.eu
Patriots.eu ist eine rechte bis rechtsextreme europäische politische Partei. Sie wurde unter dem Namen Bewegung für ein Europa der Nationen und der Freiheit (französisch Mouvement pour l’Europe des nations et des libertés, MENL), gegründet; seit 2. Juli 2019 hieß sie Identität und Demokratie Partei (IDP). Der aktuelle Name wurde am 18. Juli 2024 angenommen.
Führende Mitgliedsparteien sind der französische Rassemblement National (RN), ungarischen Fidesz, die italienische Lega und die Freiheitliche Partei Österreichs (FPÖ). Die deutsche Alternative für Deutschland (AfD) gehörte der IDP von September 2023 bis Ende Juni 2024 an.
Im Europäischen Parlament tragen die Mitglieder der IDP in der 10. Wahlperiode ab 2024 die Fraktion Patrioten für Europa (PfE). In der Parlamentarischen Versammlung des Europarats bildet die IDP zusammen mit der Partei Europäische Konservative und Reformer die Gruppe der Europäische Konservativen und Demokratische Allianz (englisch European Conservatives Group and Democratic Alliance, EC/DA).

## Geschichte

### Vorgeschichte (bis 2014)
Im Vorfeld der Europawahl 2014 kündigten der Front National (FN), die FPÖ, die Lega Nord und der belgische Vlaams Belang (VB) gemeinsam mit der niederländischen Partij voor de Vrijheid (PVV) und der Slovenská národná strana (SNS) an, nach der Wahl eine gemeinsame Fraktion im Parlament gründen zu wollen. Führende Politiker von FN, FPÖ und VB waren zu dieser Zeit in der Europäischen Allianz für Freiheit (EAF) vertreten. Nach der Wahl konnte die Fraktion jedoch nicht gebildet werden, da nicht wie notwendig Parlamentarier aus sieben Ländern gewonnen werden konnten. Die SNS hatte den Einzug ins Europaparlament verpasst, die ebenfalls eingeplanten Schwedendemokraten schlossen sich der EKR-Fraktion an.

### Bewegung für ein Europa der Nationen und der Freiheit (2014 bis 2019)
In der Folge initiierten der Front National und dessen Vorsitzende Marine Le Pen die Gründung der MENL, die am 3. Oktober 2014 erfolgte. Die neue MENL wurde im Gegensatz zur EAF als Vereinigung von Parteien organisiert; die EAF stellte 2017 ihre Aktivitäten ein. Im Dezember 2014 wurde die MENL vom Europäischen Parlament anerkannt und ihr für 2015 eine vorläufige Parteienfinanzierung von 1,17 Millionen Euro zugesprochen. Nach Kontrolle der Ausgaben der MENL im September 2016 korrigierte das Europäische Parlament die Finanzierung für 2015 auf 400.778 € und forderte 535.818,97 € bereits gezahlte Finanzierung zurück.
Gründungsvorsitzender war Aymeric Chauprade. Nach islamfeindlichen Äußerungen trat er am 10. Februar 2015 von diesem Amt zurück.
Am 15. Juni 2015 konnten die Europaabgeordneten der beteiligten Partei eine Fraktion gründen. Grundlage dafür war, dass die britische Abgeordnete Janice Atkinson für die Fraktionsgründung gewonnen werden konnte, nachdem sie wegen eines Spesenskandal aus der UKIP ausgeschlossen worden war. Kurz zuvor war die FN-Mitgliedschaft des Europaparlamentariers und FN-Gründers Jean-Marie Le Pen aufgrund antisemitischer Äußerungen suspendiert worden. Dies erleichterte Atkinson nach eigenen Angaben den Beitritt zur neuen Fraktion. Dazu konnten die zwei verbliebenen Abgeordneten des polnischen Kongresses der Neuen Rechten (KNP) als Fraktionsmitglieder gewonnen werden. Eine Zusammenarbeit mit dem KNP, insbesondere dessen damaligen Vorsitzenden Janusz Korwin-Mikke, hatte der niederländische PVV-Vorsitzende Geert Wilders Mitte 2014 ausgeschlossen.
Am 16. Juni 2015 gründeten die Abgeordneten der MENL zusammen mit der PVV, zwei Abgeordneten des polnischen Kongresses der Neuen Rechten sowie der aus der UKIP ausgeschlossenen Janice Atkinson eine Fraktion unter dem Namen Europa der Nationen und der Freiheit (französisch Europe des Nations et des Libertés). Die Fraktion hatte 36 Mitglieder.
Im Januar 2019 kündigten die Parteien der MENL zusammen mit Vertretern der Alternative für Deutschland (AfD) und der Eesti Konservatiivne Rahvaerakond (EKRE) in der Parlamentarischen Versammlung des Europarats die Gründung der Fraktion Neue Europäische Demokratie – Europa der Nationen und der Freiheit (NED-ENF) an. Die Fraktion wurde vom Präsidium der Versammlung nicht zugelassen, da Zweifel bestehen, ob diese Fraktion der Verpflichtung, „die Grundwerte des Europarats zu respektieren und zu fördern“ nachkomme.

### Identität und Demokratie Partei (2019 bis 2024)
Im Vorfeld der Europawahl 2019 kündigte der damalige italienische Innenminister Matteo Salvini (Lega) mit Vertretern der deutschen AfD, der finnischen Perussuomalaiset (PS) und der Dänischen Volkspartei (DF) die Gründung einer großen Rechtsfraktion im Europäischen Parlament an. Außer diesen drei Parteien und den Mitgliedsparteien der MENL schlossen sich aber nach der Wahl keine weiteren Abgeordneten der nun Fraktion Identität und Demokratie genannten Fraktion an. Bei der Konstituierung hatte diese 73 Abgeordnete und war damit die fünftgrößte Fraktion. In der Folge benannte sich auch die MENL in Identität und Demokratie Partei um.
2020 schlossen sich die Mitglieder der IDP in der Parlamentarischen Versammlung des Europarats der von der EKR getragenen Fraktion Europäische Konservative an, die in Europäische Konservative und Demokratische Allianz umbenannt wurde.
Am 13. September 2023 wurde die deutsche AfD Mitglied der IDP. Dies hatte zuvor der Parteitag am 28. Juli 2023 beschlossen. Im Januar 2024 traten die slowakische Slovenská národná strana (SNS) und die bulgarische Wasraschdane (Wiedergeburt) der IDP bei. Wiedergeburt verließ die Partei kurz darauf wieder, nachdem eine Delegation von Wiedergeburt Wladimir Putins Partei Geeintes Russland in Moskau besucht hatte.
Im Mai 2024 wurde die AfD aus der Fraktion ID ausgeschlossen, verblieb jedoch vorerst in der ID-Partei. Auf einem Parteitag am 30. Juni 2024 beschloss die AfD den Austritt aus der ID-P.
Bei der Europawahl 2024 trat die IDP ohne Spitzenkandidat an. Sie gewann einige Mandate hinzu, vor allem durch die RN, während die Lega stark verlor.

### Patriots.eu (seit 2024)
Nach der Wahl wurde die ID-Fraktion aufgelöst und durch die neue Fraktion Patrioten für Europa ersetzt, an der sich auch die ungarische Fidesz und die tschechische ANO beteiligen. Die IDP benannte sich in Patriots.eu um und nahm die an der Fraktion beteiligten Parteien Fidesz, ANO (zuvor ALDE-Partei), Vox (zuvor EKR-Partei) und Foni Logikis auf. Zuvor war die tschechische SPD zur ESN-Partei übergetreten.
Im November 2024 traten die polnische Ruch Narodowy sowie die tschechischen Parteien Přísaha und Motoristé sobě bei. Seit Februar 2025 ist die israelische Regierungspartei Likud des Ministerpräsidenten Netanyahu beobachtendes Mitglied der Patriots.eu.

## Programmatik
Patriots.eu ist EU-skeptisch und gegen Globalisierung. Die Partei fordert das Ende des Euro, die Rückkehr zu nationalen Währungen und nationale Zuständigkeiten im Bezug auf Finanzen und Migration.

## Vorstand
Vorsitzender ist Santiago Abascal Conde (Vox), stellvertretende Vorsitzende ist Kinga Gál (Fidesz). Catherine Griset (RN) ist Schatzmeisterin. Dem Vorstand gehören außerdem Jordan Bardella, Marine Le Pen (beide RN), Marco Campomenosi (Lega) und Harald Vilimsky (FPÖ) an.
Vorsitzende
- 2014–2015 Aymeric Chauprade (FN)
- 2015–2016 Louis Aliot (FN)
- 2016–2017 Jean-François Jalkh (FN)
- 2017–2024 Gerolf Annemans (VB)
- seit 2024 Santiago Abascal Conde (Vox)

## Parteinahe Stiftung
Der Partei steht die Patriots for Europe Foundation (vormals Association pour l’Identité et Démocratie Fondation; vormals Fondation pour une Europe des Nations et des Libertés), die als europäische politische Stiftung vom Europäischen Parlament finanziert wird.

## Mitglieder
Folgende nationale Parteien gehören Stand 19. März 2025 der Partei an:
| Staat        | Partei(en)                        | Abkürzung     | MdEP   | Nationale Abgeordnete | Mitglied seit  |
| ------------ | --------------------------------- | ------------- | ------ | --------------------- | -------------- |
| Belgien      | Vlaams Belang                     | VB            | 3/22   | 20/150                | Gründung       |
| Dänemark     | Dansk Folkeparti                  | DF            | 1/15   | 7/179                 | März 2025      |
| Estland      | Eesti Konservatiivne Rahvaerakond | EKRE          | 0/7    | 17/101                | Mitte 2019     |
| Frankreich   | Rassemblement National            | RN            | 29/81  | 118/577               | Gründung       |
| Griechenland | Foni Logikis                      | FL            | 1/21   | 0/300                 | September 2024 |
| Italien      | Lega Nord                         | LN            | 8/76 * | 66/630 *              | Gründung       |
| Italien      | Lega per Salvini Premier          | Lega          | 8/76 * | 66/630 *              | Anfang 2018    |
| Lettland     | Latvija pirmajā vietā             | LPV           | 1/9    | 8/100                 | März 2025      |
| Niederlande  | Partij voor de Vrijheid           | PVV           | 6/31   | 37/150                | 2022           |
| Österreich   | Freiheitliche Partei Österreichs  | FPÖ           | 6/20   | 57/183                | Gründung       |
| Polen        | Ruch Narodowy                     | Ruch Narodowy | 2/53   | 7/460                 | November 2024  |
| Portugal     | Chega                             | CH            | 2/21   | 60/230                | Juli 2020      |
| Spanien      | Vox                               | Vox           | 6/61   | 33/350                | September 2024 |
| Tschechien   | ANO 2011                          | ANO           | 7/21   | 72/200                | September 2024 |
| Tschechien   | Motoristé sobě                    | AUTO          | 1/21   | 0/200                 | November 2024  |
| Tschechien   | Přísaha                           | PŘÍSAHA       | 1/21   | 0/200                 | November 2024  |
| Ungarn       | Fidesz – Magyar Polgári Szövetség | Fidesz        | 10/21  | 117/199               | September 2024 |

### Beobachter
| Staat  | Partei | seit         |
| ------ | ------ | ------------ |
| Israel | Likud  | Februar 2025 |

### Ehemalige Mitglieder
| Staat                  | Partei                        | Abkürzung | Mitglied                         |
| ---------------------- | ----------------------------- | --------- | -------------------------------- |
| Tschechien             | Občanská konzervativní strana | OK strana | Mai 2015 bis Mitte 2016          |
| Polen                  | Kongres Nowej Prawicy         | KNP       | Anfang 2018 + bis 2019           |
| Bulgarien              | Wolja                         | Wolja     | Anfang 2018 bis Mitte 2022       |
| Griechenland           | Nea Dexia                     |           | Anfang 2018 bis 2023             |
| Slowakei               | Sme Rodina – Boris Kollár     | SR        | Anfang 2019 bis 2023             |
| Vereinigtes Königreich | For Britain Movement          |           | Mitte 2019 bis 13. Juli 2022     |
| Bulgarien              | Wasraschdane                  |           | Januar 2024 bis Februar 2024     |
| Deutschland            | Alternative für Deutschland   | AfD       | 13. September 2023 bis Juni 2024 |
| Slowakei               | Slovenská národná strana      | SNS       | Januar 2024 bis Mitte 2024       |
| Tschechien             | Svoboda a přímá demokracie    | SPD       | Mitte 2016 bis 2024              |

- Bulgarien: Julian Angelow (Abgeordneter Nationalversammlung, IMRO – Bulgarische Nationale Bewegung, Mitte 2015 bis Anfang 2018)
- Deutschland: Marcus Pretzell (Die blaue Partei, MdEP, Frühjahr 2016 bis Mitte 2019)
- Rumänien: Laurențiu Rebega (MdEP, Mitte 2015 bis Mitte 2019)
- Vereinigtes Königreich: Janice Atkinson (MdEP, Mitte 2015 bis Mitte 2019)

## Patriots-Mitglieder in europäischen Institutionen
| Organisation      | Institution                                    | Sitze  |
| ----------------- | ---------------------------------------------- | ------ |
| Europäische Union | Europäisches Parlament                         | 83/720 |
| Europäische Union | Europäische Kommission                         | 0/27   |
| Europäische Union | Europäischer Rat (Staats- und Regierungschefs) | 1/27   |

Der ungarische Regierungschef Viktor Orbán (Fidesz) ist Mitglied der Patriots.eu.